# Arthur Ashe
Arthur Robert Ashe, Jr. (Richmond (Virginia), 10 juli 1943 – New York, 6 februari 1993) was een tennisser uit de Verenigde Staten van Amerika.
Ashe groeide op in Richmond (Virginia). Hij werd in 1963 als eerste zwarte Amerikaan geselecteerd voor het Amerikaanse Davis Cup-team. In 1968 won hij het US Open. Vervolgens werd hij een van de drijvende krachten achter de oprichting van de Association of Tennis Professionals (ATP). In 1969 weigerde het apartheidsregime van Zuid-Afrika hem een visum, waardoor hij niet kon deelnemen aan het South African Open. Ashe won in 1975 op Wimbledon. In 1980 kwam een eind aan zijn tenniscarrière. Ashe ging schrijven voor Time Magazine, en werd commentator voor ABC Sports.
Zowel in 1979 als in 1983 onderging Ashe een hartoperatie. In 1988 werd ontdekt dat Ashe als gevolg van de bloedtransfusies tijdens een van deze operaties hiv had opgelopen. Ashe en zijn vrouw hielden dit geheim tot 8 april 1992, toen hij zich als gevolg van geruchten genoodzaakt zag opening van zaken te geven. Ashe richtte kort voor zijn dood het Arthur Ashe Institute for Urban Health op, en werd uitgeroepen tot sportman van het jaar.
Ashe overleed op 49-jarige leeftijd aan complicaties die het gevolg waren van aids.
In 1985 werd hij opgenomen in de internationale Tennis Hall of Fame.

## Palmares enkelspel

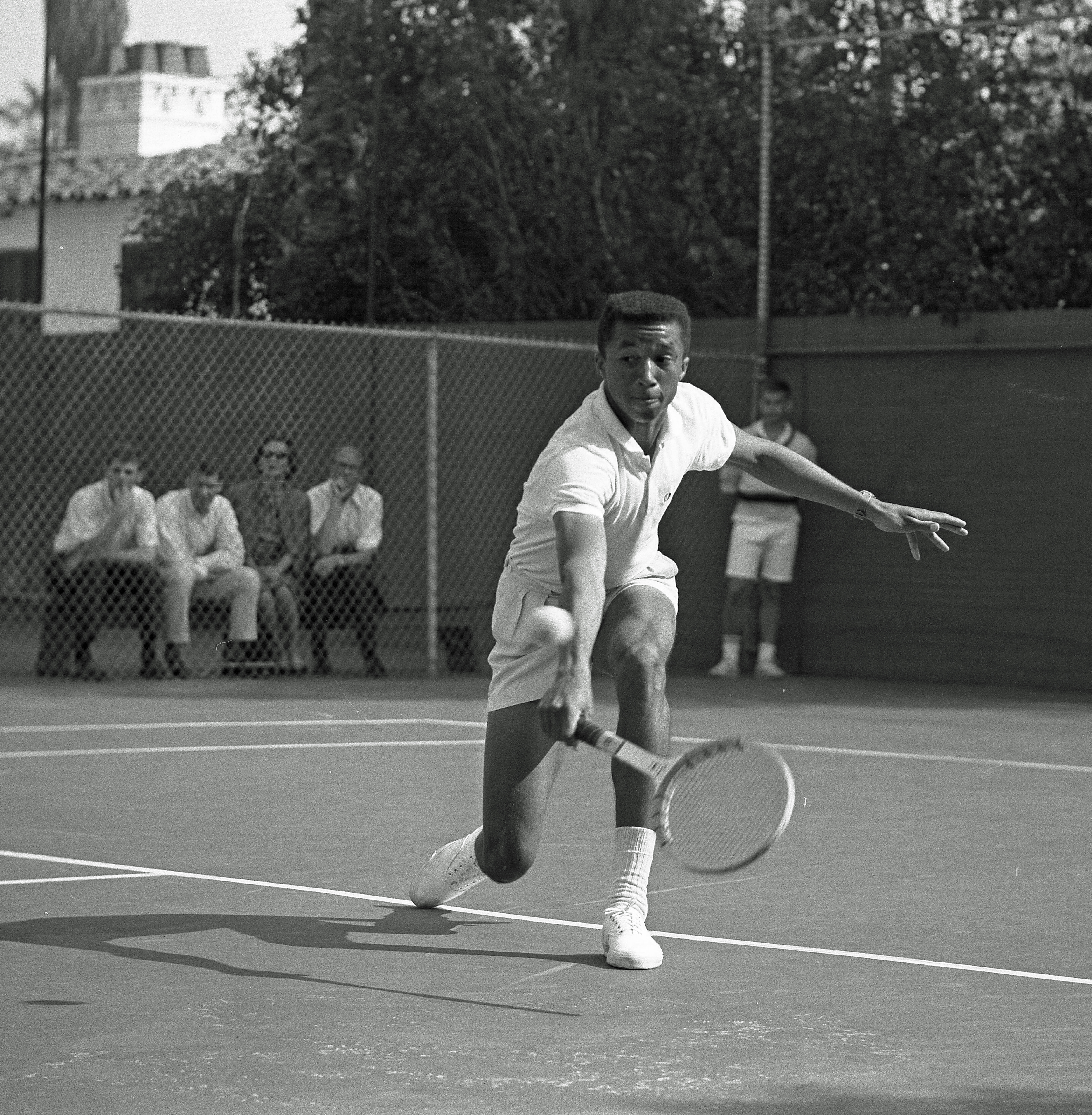
Ashe in 1964

| Nr.              | Datum             | Toernooi                 | Ondergrond    | Tegenstander in finale | Score                     |         |
| ---------------- | ----------------- | ------------------------ | ------------- | ---------------------- | ------------------------- | ------- |
| gewonnen finales |                   |                          |               |                        |                           |         |
| 1.               | 26 augustus 1968  | US Open                  | Gras          | Tom Okker              | 14-12, 5-7, 6-3, 3-6, 6-3 | details |
| 2.               | 19 januari 1970   | Australian Open          | Gras          | Dick Crealy            | 6-4, 9-7, 6-2             | details |
| 3.               | 22 februari 1970  | ATP Richmond             | Hardcourt     | Stan Smith             | 6-2, 13-11                | details |
| 4.               | 5 april 1970      | ATP San Juan             | Hardcourt     | Stan Smith             | 6-2, 13-11                | details |
| 5.               | 28 september 1970 | ATP Berkeley             | Hardcourt     | Cliff Richey           | 6-4, 6-2, 6-4             | details |
| 6.               | 9 november 1970   | ATP Parijs               | Tapijt (i)    | Marty Riessen          | 7-6, 6-4, 6-3             | details |
| verloren finales |                   |                          |               |                        |                           |         |
| 1.               | 31 januari 1966   | Australian Championships | Gras          | Roy Emerson            | 4-6, 8-6, 2-6, 3-6        | details |
| 2.               | 30 januari 1967   | Australian Championships | Gras          | Roy Emerson            | 4-6, 1-6, 4-6             | details |
| 3.               | 6 januari 1969    | ATP Melbourne            | Gras          | Stan Smith             | 12-14, 8-6, 3-6, 6-8      | details |
| 4.               | 30 maart 1969     | ATP New York             | Tapijt (i)    | Andrés Gimeno          | 1-6, 2-6, 6-3, 8-6, 7-9   | details |
| 5.               | 12 oktober 1969   | ATP Las Vegas            | Hardcourt     | Pancho Gonzales        | 0-6, 2-6, 4-6             | details |
| 6.               | 1 maart 1970      | ATP Macon                | Tapijt (i)    | Cliff Richey           | 3-6, 6-3, 6-8             | details |
| 7.               | 20 juli 1970      | ATP Washington           | Hardcourt     | Cliff Richey           | 5-7, 2-6, 1-6             | details |
| 8.               | 2 november 1970   | ATP Stockholm            | Hardcourt (i) | Stan Smith             | 7-5, 4-6, 4-6             | details |

## Resultaten grandslamtoernooien
| Legenda | Legenda                          |
| ------- | -------------------------------- |
| g.t.    | geen toernooi gehouden           |
| l.c.    | lagere categorie                 |
| –       | niet deelgenomen                 |
| G       | uitgeschakeld in de groepsfase   |
| 1R      | uitgeschakeld in de eerste ronde |
| 2R      | uitgeschakeld in de tweede ronde |
| 3R      | uitgeschakeld in de derde ronde  |
| 4R      | uitgeschakeld in de vierde ronde |
| KF      | uitgeschakeld in de kwartfinale  |
| HF      | uitgeschakeld in de halve finale |
| F       | de finale verloren               |
| W       | het toernooi gewonnen            |
| w-v     | winst/verlies-balans             |

### Enkelspel
| Toernooi        | 1959 | 1960 | 1961 | 1962 | 1963 | 1964 | 1965 | 1966 | 1967 | 1968 | 1969 | 1970 | 1971 | 1972 | 1973 | 1974 | 1975 | 1976 | 1977 | 1977 | 1978 | 1979 |
| --------------- | ---- | ---- | ---- | ---- | ---- | ---- | ---- | ---- | ---- | ---- | ---- | ---- | ---- | ---- | ---- | ---- | ---- | ---- | ---- | ---- | ---- | ---- |
| Australian Open | –    | –    | –    | –    | –    | –    | –    | F    | F    | –    | –    | W    | F    | –    | –    | –    | –    | –    | KF   | –    | HF   | –    |
| Roland Garros   | –    | –    | –    | –    | –    | –    | –    | –    | –    | –    | 4R   | KF   | KF   | –    | 4R   | 4R   | –    | 4R   | –    | –    | 4R   | 3R   |
| Wimbledon       | –    | –    | –    | –    | 3R   | 4R   | 4R   | –    | –    | HF   | HF   | 4R   | 3R   | –    | –    | 3R   | W    | 4R   | –    | –    | 1R   | 1R   |
| US Open         | 1R   | 2R   | 2R   | 2R   | 3R   | 4R   | HF   | 3R   | –    | W    | HF   | KF   | HF   | F    | 3R   | KF   | 4R   | 2R   | –    | –    | 4R   | –    |

### Mannendubbelspel
| Toernooi        | 1966 | 1967 | 1968 | 1969 | 1970 | 1971 | 1972 | 1973 | 1974 | 1975 | 1976 | 1977 | 1977 | 1978 | 1979 |
| --------------- | ---- | ---- | ---- | ---- | ---- | ---- | ---- | ---- | ---- | ---- | ---- | ---- | ---- | ---- | ---- |
| Australian Open | 3R   | KF   | –    | –    | 3R   | HF   | –    | –    | –    | –    | –    | W    | –    | –    | –    |
| Roland Garros   | –    | –    | –    | KF   | F    | W    | –    | KF   | 2R   | –    | –    | –    | –    | KF   | HF   |
| Wimbledon       | –    | –    | KF   | 3R   | 3R   | F    | –    | –    | 3R   | 2R   | 1R   | –    | –    | 2R   | –    |
| US Open         | –    | –    | F    | 2R   | 2R   | 3R   | 1R   | 2R   | 1R   | 2R   | 1R   | –    | –    | 3R   | –    |

## Trivia
- Het hoofdstadion van het US Open, het Arthur Ashe Stadium, werd vernoemd naar Ashe.
- Aan Monument Avenue in Richmond staat een monument ter ere van Ashe.